# Aedes daitensis
Aedes daitensis är en tvåvingeart som beskrevs av Ichiro Miyagi och Toma 1980. Aedes daitensis ingår i släktet Aedes och familjen stickmyggor. Inga underarter finns listade i Catalogue of Life.